# Mikroregion Skutečsko - Ležáky
Mikroregion Skutečsko - Ležáky je dobrovolný svazek obcí v okresu Chrudim, jeho sídlem je Vrbatův Kostelec a jeho cílem je všeobecná ochrana životního prostředí v zájmovém území, společný postup při dosahování ekologické stability zájmového území, koordinace významných investičních akcí v zájmovém území, koordinace obecních územních plánů a územní plánování v regionálním měřítku, podpora vzniku podmínek pro vytváření pracovních příležitostí, zastupování členů svazku při jednání o společných věcech s třetími osobami (orgány státní správy aj.), propagace svazku a jeho zájmového území. Sdružuje celkem 12 obcí a byl založen v roce 2001.

## Obce sdružené v mikroregionu
- Holetín
- Hroubovice
- Leštinka
- Lukavice
- Mrákotín
- Prosetín
- Předhradí
- Skuteč
- Smrček
- Tisovec
- Vrbatův Kostelec
- Žumberk